# Curva granulometrica

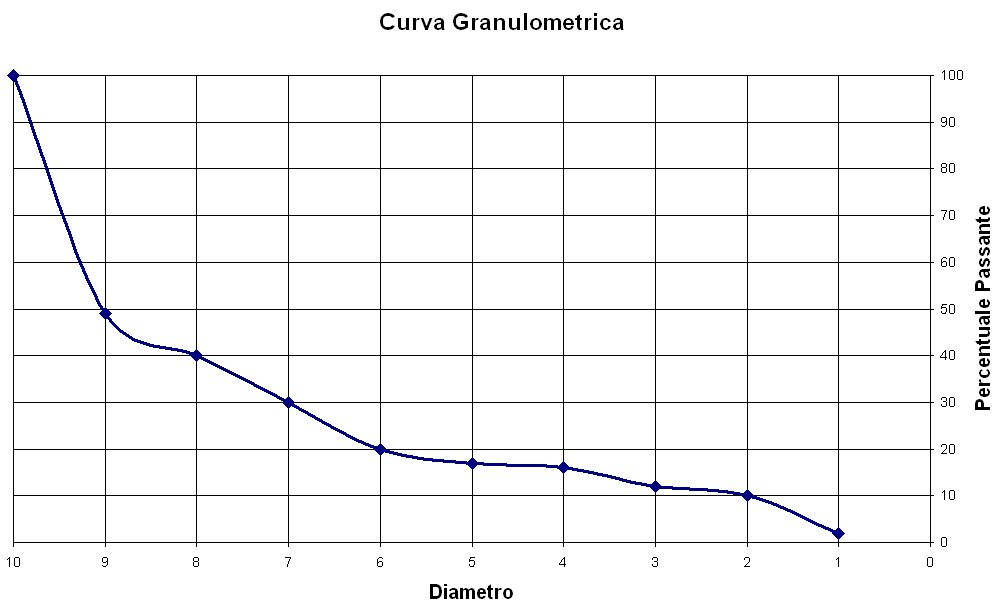
Curva granulometrica cumulativa

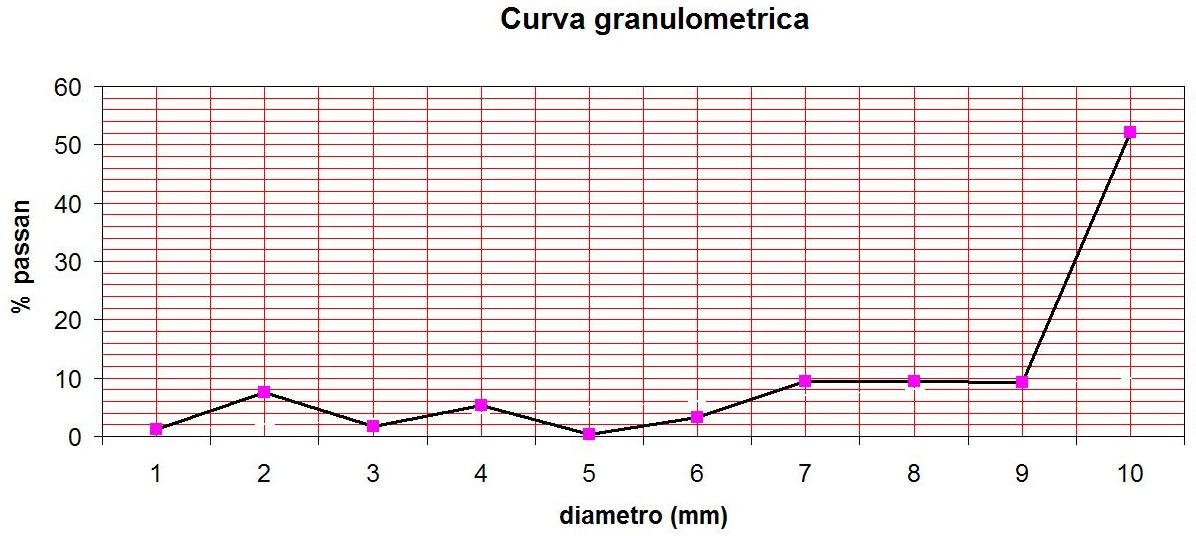
Curva granulometrica con percentuali del peso ai singoli setacci

La curva granulometrica  è un diagramma sperimentale ottenuto in seguito al passaggio del materiale campione tramite setacciatura (per frazioni granulometriche grossolane) o sedimentazione (per frazioni granulometriche fini).
Il risultato dell'analisi è reso più chiaramente visibile attraverso la creazione di grafici in scala ordinaria o logaritmica. In questi grafici le variabili in ascissa e in ordinata sono:
- La percentuale passante è la percentuale di materiale più fine della maglia del setaccio, che passa attraverso la sua maglia.
- diametro è la larghezza minima della maglia del setaccio in caso di maglia rettangolare, o diametro in caso di fori circolari.

Un utilizzo di numerosi tipi di setacci consente un'analisi granulometrica più approfondita ma anche più lunga ed onerosa. Per risparmiare tempo, si dispongono i setacci uno sopra l'altro, (con retinatura di diametro via via minore) su un macchinario chiamato vibrovaglio versando in cima il campionario di terreno da analizzare. La macchina scuote vigorosamente i setacci filtrando i materiali più grossolani in alto e via via più fini in basso.
Va ricordato che i materiali finissimi come argille e limi, non sono analizzabili tramite setacci, poiché sarebbe troppo costoso costruire setacci con retinature finissime. In questi casi si usano altre metodologie di laboratorio.
Il diagramma in figura identifica un materiale costituito al 50% di ghiaia con diametro superiore a 1 centimetro, con il restante 50% costituito da materiale di diametro variabile fra 1 millimetro e 1 centimetro.
Dall'analisi della curva granulometrica di un terreno è possibile derivarne il tipo e il grado di assortimento delle particelle, cioè quanto le particelle che compongono il campione presentano eterogeneità di dimensioni. A questo proposito solitamente si considera un coefficiente di uniformità, definito come il rapporto tra il diametro delle particelle corrispondenti al 60% di passante e il diametro di particelle cui si ha il 10% di passante. Naturalmente tale coefficiente assume un valore pari a 1 nel caso di terreno perfettamente uniforme e valori via via crescenti all'aumentare dell'eterogeneità. Valori tipici del coefficiente di uniformità sono:
- 1 - 5: terreno uniforme
- 5 - 15: terreno disuniforme (vario)
- > 15: terreno molto vario.